# ناحیه کرسنت، شهرستان ایروکوی، ایلینوی
ناحیه کرسنت (به انگلیسی: Crescent Township) یک منطقهٔ مسکونی در ایالات متحده آمریکا است که در شهرستان ایروکوی، ایلینوی واقع شده‌است. ناحیه کرسنت ۱۹۸ متر بالاتر از سطح دریا واقع شده‌است.